# Truxtun Hare
Thomas Truxtun Hare (ur. 12 października 1878 w Filadelfii, zm. 2 lutego 1956 w Radnor w Pensylwanii) – amerykański sportowiec, dwukrotny medalista olimpijski w konkurencjach lekkoatletycznych.
Chociaż zdobywał medale olimpijskie jako lekkoatleta, studiując na Uniwersytecie Pensylwanii uprawiał wiele sportów. Był przez kilka lat zawodnikiem futbolu akademickiego na pozycji guard. W latach 1897–1900 był wybierany do drużyny najlepszych zawodników sezonu. Był również wyróżniającym się łucznikiem.
Jako lekkoatleta wystąpił na igrzyskach olimpijskich w 1900 w Paryżu w trzech konkurencjach. W rzucie młotem zajął 2. miejsce (przegrywając tylko z innym Amerykaninem Johnem Flanaganem), w pchnięciu kulą był ósmy, a w rzucie dyskiem nie udało mu się oddać ważnego rzutu.

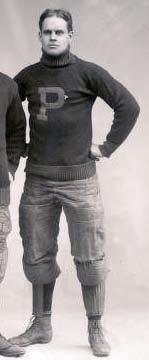
Hare na igrzyskach w 1900

Na igrzyskach olimpijskich w 1904 w Saint Louis startował w all-around, poprzedniku dziesięcioboju. Zajął w tej konkurencji 3. miejsce, za reprezentującym Wielką Brytanię Tomem Kielym i Amerykaninem Adamem Gunnem.
Hare ukończył studia prawnicze. Pracował w tym zawodzie do emerytury w 1941. Był także poetą; opublikował 8 tomów wierszy dla dzieci. W Filadelfii był znany jako działacz zajmujący się sprawami publicznymi, przez zasiadanie w wielu radach, m.in. szpitala Bryn Mawr.